# Español arequipeño
El español arequipeño o castellano arequipeño es un dialecto del español hablado en la ciudad y provincia de Arequipa. Este dialecto que es una variedad del español andino que incorpora un característico modo cadencioso de hablar, en el que se suele acentuar o prolongar la última vocal de la palabra final de las palabras en determinados grupos verbales asociados con el voseo.

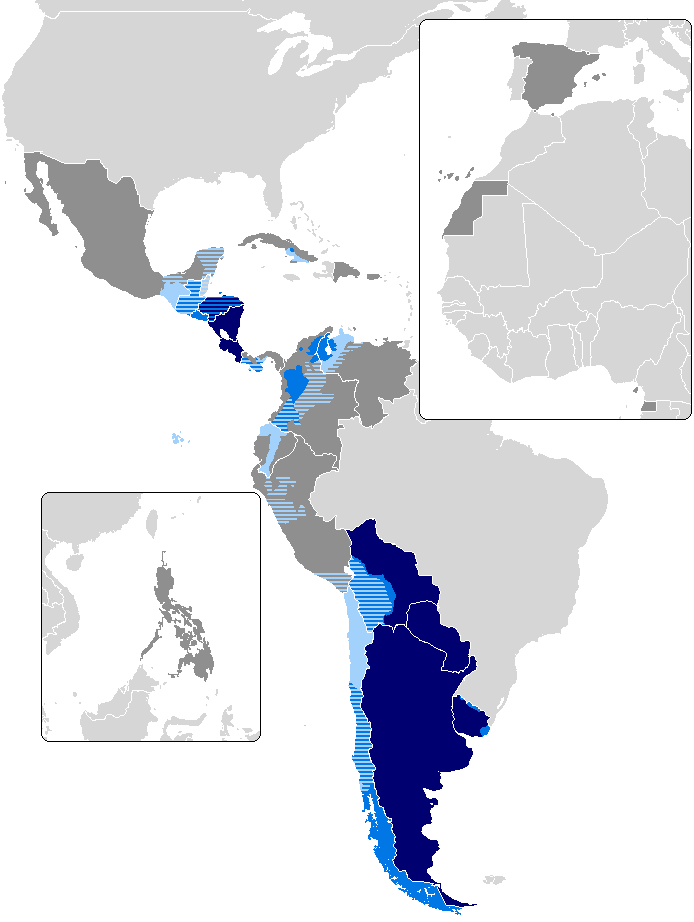
Voseo generalizado de forma oral y escrita
Voseo oral generalizado
Voseo coexistente con el tuteo y/o voseo regional desprestigiado
Países hispanoparlantes sin voseo

## Características
El español hablado en Arequipa, se distingue por ser un referente importante del voseo peruano, de acuerdo a varias fuentes. En Arequipa, tanto en las áreas rurales como urbanas, el «vos» se utiliza en lugar del «tú», en contraste con el norte del país, donde el voseo se considera obsolescente y se restringe principalmente al área rural.
El uso de «vos» en la ciudad de Arequipa se acompaña de la utilización de desinencias verbales voseantes de origen chileno. El paradigma voseante empleado está vinculado al voseo monoptongado del tipo II, y se observan conjugaciones de tercera persona en la segunda conjugación.
En la década de 1970, las formas verbales del voseo en Arequipa incluían «has», «estáis», «vos», «sois» y, en ocasiones, «sos», «tomás», además de las formas en "-és" incluso en la primera conjugación, como «enojés» o «chapés». No obstante, estos datos provienen principalmente de textos literarios, lo que a menudo refleja una hiperdialectización.
El voseo verbal se expresa principalmente en el tiempo presente indicativo y en el modo imperativo. En comparación con otros países cercanos como Argentina, Chile y Bolivia, donde el voseo verbal se utiliza en todos los tiempos y modos verbales (cuando es aplicable), en Arequipa su uso es más limitado. El voseo verbal en Arequipa se encuentra prácticamente limitado al tiempo presente y al modo subjuntivo, lo que sugiere que podría estar en proceso de desaparición.
Además del voseo verbal, en Arequipa se utilizan sufijos y afijos de origen quechua en la formación de adjetivos y diminutivos. Por ejemplo, el sufijo «-uso» es especialmente productivo en América y se utiliza para formar adjetivos que indican propiedades valoradas negativamente, como «caroso», derivado de una base quechua que se refiere a aquel que tiene la piel desteñida por la «ccara». Asimismo, el afijo quechua «-sh» se emplea en diminutivos e hipocorísticos en ciertas zonas, como Cushto, Gonsha, Tusha.
| Indicativo | Indicativo                | Subjuntivo | Imperativo |  |       |            |         |      |
| Presente   | Pretérito perfecto simple | Presente   | Presente   |  |       |            |         |      |
| Amás       | Amaste(s)                 | Amarás     | Amá        |  | Temís | Temiste(s) | Temerís | Temé |
| Partís     | Partiste(s)               | Partirís   | Partí      |  |       |            |         |      |

Existe un caso particular de traslado de acento de posición grave a aguda cuando se añade el clítico «lo» al lexema verbal.
| Traslado de acento de posición grave a aguda | Traslado de acento de posición grave a aguda |
| -------------------------------------------- | -------------------------------------------- |
| Pronunciación estándar                       | Pronunciación arequipeña                     |
| Pásamelo                                     | Pasameló                                     |
| Indícalo                                     | Indicaló                                     |
| Míralo                                       | Miraló                                       |
| Préstamelo                                   | Prestameló                                   |

### Grupos dialectales
La tabla resume los cuatro grupos sociolingüísticos identificados por Rabea Fröhlich en su estudio empírico sobre el castellano arequipeño. La autora combina dos variables de clasificación—entorno de residencia (rural / urbano) y trayectoria lingüística (bilingüe quechua-castellano / monolingüe castellano)—para describir diferencias de índole fonética, prosódica y gramatical entre los hablantes de la provincia de Arequipa. 
| Grupo                                          | Quiénes son                                                                          | Dónde viven                                                  | Cómo aprendieron a hablar                                                     | Cómo suena su español |
| ---------------------------------------------- | ------------------------------------------------------------------------------------ | ------------------------------------------------------------ | ----------------------------------------------------------------------------- | --- |
| 1. Campesinos bilingües (San Juan de Tarucani) | Pastores y agricultores que crecieron con **quechua** y aprendieron español después. | San Juan de Tarucani (poblado alto-andino, ≈ 4 200 m s.n.m.) | Quechua en casa; castellano en la escuela o ya adultos.                       | *Súper cantado*: frases suben y bajan claramente; alargan vocales finales (comiiiamos); mezclan e↔i y o↔u (puenti); “ll” muy clara; “r” fricativa; acento inesperado (tra-ba-JÁ-mos). |
| 2. Campesinos monolingües (Polobaya)           | Labradores que solo hablan español desde la infancia.                                | Polobaya (valle rural, ≈ 3 000 m)                            | Poca o nula exposición al quechua.                                            | *Cantado medio*: melodía presente pero con menos altibajos; “ll” clara; alguna mezcla vocálica; “r” a veces suave; ritmo pausado, la s final se aspira o pierde a veces.              |
| 3. Urbanos monolingües (Yanahuara)             | Vecinos de barrio tradicional de la ciudad.                                          | Yanahuara (zona urbana)                                      | Español materno; colegios y medios locales.                                   | *Cantado suave*: tono local perceptible pero más estándar; casi sin mezcla vocálica; consonantes nítidas; “ll” diferenciada; habla más rápida.                                        |
| 4. Urbanos bilingües (migrantes) (Cayma)       | Familias quechua-hablantes llegadas de Chumbivilcas (Cusco).                         | Barrios periféricos de Cayma.                                | Quechua materno; español aprendido al migrar, muchos con secundaria completa. | *Cantado fuerte en la ciudad*: melodía y alargue vocálico casi como los campesinos; “ll” nítida; “r” fricativa; uso frecuente de vocablos quechua y construcciones como dice que.     |

### Lectura rápida de las características clave
Grado de contacto quechua
- Bilingües rurales y urbanos (grupos 1 y 4) concentran la mayor densidad de rasgos andinos.
- Los monolingües rurales (grupo 2) conservan varios rasgos segmentales, pero reducen innovaciones sintácticas.
- Los monolingües urbanos (grupo 3) son quienes más se aproximan al castellano estándar, aunque siguen mostrando el no-yeísmo y la fricativización de /r/.

Influencia de la urbanización/educación
- Más escolaridad correlaciona con menor indistinción vocálica y menor uso de doble posesivo, pero no elimina el patrón entonativo ni el no-yeísmo.

Continuum, no ruptura
- Todos los grupos comparten al menos tres rasgos pan-andinos (fricativización, reacomodo acentual ocasional y no-yeísmo).
- La diferencia real es qué tan a menudo aparecen y cuántos rasgos se acumulan en un mismo hablante.

Valor sociolingüístico
- Para los bilingües, los rasgos funcionan como marcador identitario y se conservan incluso tras migrar a la ciudad.
- En el grupo 3 ciertos rasgos (no-yeísmo, evidencialidad) perviven como señas locales “aceptables”, mientras otros se estigmatizan y retroceden.

## Otros dialectos

### Dialecto Loncco
En la ciudad de Arequipa florece un dialecto singular denominado «dialecto loncco» o «habla loncca». Esta variante lingüística constituye una parte valiosa del patrimonio cultural y lingüístico de la provincia de Arequipa. Representa la identidad de los «lonccos», los agricultores que habitan los alrededores de la ciudad de Arequipa. La poesía loncca, un género literario genuino que utiliza este dialecto, ha sido impulsada tanto por poetas reconocidos como José Luis Bustamante y Rivero, Alberto Hidalgo, Alberto Guillén, Percy Gibson y Guillermo Mercado, como por poetas lonccos autóctonos, entre los que se destacan Artemio Ramírez Bejarano, Isidro Zárate Santillana, Félix García Salas y Sebastián Oscco Dongo. 
A pesar de que en ocasiones se ha denominado a esta variedad lingüística como "poesía loncca arequipeña", en realidad, se enraíza en las comunidades agrarias y populares de la región y es frecuentemente creada por autores autodidactas. Carpio Muñoz destaca que estas voces y expresiones forman parte integral del habla tanto de los chacareros como de los habitantes de la ciudad de Arequipa. Señala que en otras regiones, como Cusco y Puno, los hablantes son bilingües y se comunican en castellano castizo y, cuando es necesario, en quechua fluido. Sin embargo, en Arequipa, el uso del castellano es predominante en la vida cotidiana y familiar, aunque se incorporan ocasionalmente palabras de origen quechua y aimara en el habla local.
En la actualidad, los lonccos representan un baluarte de la identidad cultural arequipeña de tiempos pasados. El habla loncca perdura entre los campesinos y los habitantes de los distritos más antiguos y tradicionales de Arequipa, enriqueciendo el repertorio poético y los sentimientos lonccos, los cuales son altamente apreciados por la comunidad arequipeña.

El “camayo”, yo quisiera ser,
de la chacra de tu corazón,
“pa ́ humariarte” ¡oh, bella mujer!
y después “taparte” el “boquerón”.
¿“Vo ́sois” el que me “querís” pretender?
“botále” un “güeso” a la calle –Simón–,
y “decile” que se vaya a entretener,
porque “tuavía” tiene olor a “requesón”.
¡Ay, “cchichipa” te tengo que “merendar”!, 
aunque me cueste pisar espinas,
sobre ellas “ti ́hi” de “ccospiar”.
“Mirálo” el “pacpaco” me quiere enamorar,
teniendo las rodillas “frontinas”,

y “tuito”, el culo pa ́remendar.
De El Pretendiente (Artemío Ramírez Bejarano)